# Četiri jahača Apokalipse
Četiri jahača Apokalipse su četiri mitske figure i pojavljuju se u Bibliji u šestom poglavlju Otkrivenja Jovanovog. Stihovi opisuju 4 jahača i konja, od kojih svaki predstavlja jedno zlo, i koji će se pojaviti na Zemlji na dan Apokalipse, nagoveštavajući smak sveta.
Četiri jahača predstavljaju neizbežna zla koja se pojavljuju kako ljudi na Zemlji gube humanost i odlike ljudskosti. Oni su prve četiri od ukupno sedam zapečaćenih poruka.

## Prvi jahač
Prvi jahač dolazi na belom konju, predstavlja antihrista i njegova uloga je da zavede ljude i navede ih na jedne protiv drugih. Nosi luk, a na glavi mu je venac. On je "osvajač" koji ima misiju podrediti čovečanstvo. Takođe, ima metaforičko značenje za pohlepu u ljudima koja ih je dovela do Apokalipse.

## Drugi jahač
Drugi jahač dolazi na riđem konju. Crvena boja simbolizuje krv koja se proliva u ratovima. Dobija snagu da uništi mir na zemlji, nastavi rat koji je započeo prvi jahač, i natera da se ljudi ubijaju međusobno. U ruci drži mač kao simbol rata. Njegovo metaforičko značenje su ratne strahote.

## Treći jahač
Treći jahač jaše vranog (crnog) konja i dolazi kao posledica rata i razaranja drugog jahača. On će doneti već pokorenom svetu glad i bolest. U ruci drži vagu kao znak hrane koju mereći oduzima i uništava. Jaše govoreći: "meru pšenice za groš, tri mere ječma za groš, a ulja i vina neće ni biti"

## Četvrti jahač
Četvrti jahač "Smrt" (jedini imenovan jahač) dolazi na bledunjavo-zelenom konju. Zelena boja je znak teško bolesnih i nedavno umrlih ljudi, a bleda nijansa označava truljenje. Za razliku od preostale trojice on ne nosi oružje već ga prati bog starih Grka - Had, koji simbolizuje pakao. Međutim negde je ilustrovan kako nosi kosu ili mač. Njemu je data moć svih prethodnih jahača, te ubija ratom, glađu, bolešću i divljim zverima.